# L. Szini Karola
L. Szini Karola, Lázár-Szini (Szárhegy, 1929. január 6. – Marosvásárhely, 2000. április 15.) erdélyi magyar orvostörténeti szakíró.

## Életútja
Gyergyószentmiklóson érettségizett (1948), a Bolyai Tudományegyetemen magyar nyelv és irodalom szakos középiskolai tanári diplomát szerzett (1952). Tanári pályáját Nagybányán a Bányászati Műszaki Középiskola magyar tagozatán kezdte, Marosvásárhelyen a Bolyai Farkas Líceumban tanított (1956), ugyanott az OGYI orvos- és gyógyszerésztörténeti tanszékén tanársegéd, kabinetfőnök (1957-75), majd a Megyei Könyvtár dolgozója (1976-80), a Teleki-Bolyai Dokumentációs Részleg főkönyvtárosa nyugalomba vonulásáig (1984).
Az Orvosi Szemle – Revista Medicală, Farmacia, NyIrK, a budapesti Orvostörténeti Közlemények, Gyógyszerészet és az Orvosi Hetilap Horus-melléklete, a római Pagina di Storia della Medicina közölte írásait; ismeretterjesztő cikkekkel a Korunk, Vörös Zászló, Dolgozó Nő, Művelődés és a budapesti Természet Világa, Magyar Nyelvőr hasábjain szerepelt. Részt vett az erdélyi orvostudomány és gyógyszerészet múltját, mindenekelőtt a marosvásárhelyi orvosok tevékenységét és gyógyszertárainak 18. századi történetét feldolgozó munkaközösségben, tagja volt a romániai nőgyógyászat ismeretanyagát feltérképező csoportnak is. Spielmann József munkatársaival közösen hozott nyilvánosságra új adatokat Lencsés Györgyről, a magyar Ars Medica szerzőjéről (1970-76); Szabó T. Attila irányításával kapcsolódott be a régi magyar orvosi szakterminológiák feldolgozásába.
Népszerűsítő írásaiban orvostörténeti kutatásokról tájékoztatott, felelevenítette a gyógyító Árva Bethlen Kata, Fugulyán Katalin emlékét, rámutatott több orvosi kifejezés eredetére.

## Fontosabb tanulmányai
- A magyar orvosi műszókincs fejlődésének kezdetei (Orvostörténeti Közlemények, 1977);
- Anatómiai és kórtani műszavak belső struktúrája a XVI. századi "Ars medicá"-ban (NyIrK 1981/2);
- Ismertette Osualdus de Lesco Biga Salutis c. műve 1497-ből származó ősnyomtatványát a Teleki Tékából (1983).